# إميرالد ترايانغل
إميرالد ترايانغل (بالإنجليزية: Emerald Triangle)‏ تشير إلى المقاطعات الثلاث من ميندوسينو، همبولت، وترينيتي في شمال كاليفورنيا، الولايات المتحدة. ومعلوم أن المقاطعات الثلاث سياساتها ليبرالية عموما، وكذلك السياسة التحررية التاريخية والاعتماد على صناعة الأخشاب. وارتبطت كذلك مع خطط مشؤومة مختلفة للانفصال عن ولاية كاليفورنيا.